# Slitta Picatinny

Sezione frontale

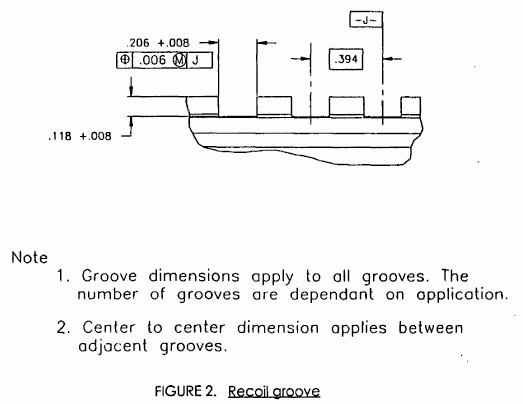
Sezione sagittale

La slitta Picatinny (Picatinny rail) è un supporto a rotaia fissato alla canna delle armi da fuoco leggere, che permette l'installazione di diversi accessori.

## Storia
La slitta Picatinny prende il nome dall'omonimo arsenale nel New Jersey dove fu progettata e standardizzata nel febbraio 1995 con il nome Mil-STD-1913. Tale standard regolamentava dimensioni e tolleranze che tali supporti dovevano possedere per poter essere adottati dall'esercito degli Stati Uniti. Tali requisiti erano fondamentali per l'allestimento su più armi da fuoco e per l'installazione di accessori differenti.

## Struttura
La rotaia è costituita da una serie di scanalature a sezione rettangolare per il fissaggio degli accessori. Lateralmente, un profilo a 45° + 45° ne permette invece lo scorrimento e l'aggancio.
Caratteristica fondamentale della slitta Picatinny sono le sue dimensioni regolari, che la differenziano dalla precedente slitta Weaver.
Ogni parametro è opportunamente misurato, e per ogni valore viene fornita una tolleranza di costruzione; in tal modo viene garantito lo standard militare.
Le specifiche che la caratterizzano sono:
- profondità della scanalatura: 0.118" (± 0.008) [3 mm ± 0,20]
- lunghezza della scanalatura: 0.206" (± 0.008) [5,23 mm ± 0,20]
- distanza tra il centro di ogni scanalatura: 0.394" (± 0.008) [10,00 mm ± 0,20]

## Utilizzi
La slitta è universalmente adottata per montare accessori quali torce tattiche e organi di mira, sia su fucili d'assalto che su pistola, anche in configurazione multipla come nel Rail Interface System.